# Otice (železniční zastávka)
Otice jsou železniční zastávka v severní části obce Otice v okrese Opava. Zastávka se nachází v km 4,675 jednokolejné Opava východ – Svobodné Heřmanice mezi odbočkou Moravice a dopravnou Mladecko.

## Historie
Zastávka s tehdejším německým názvem Ottendorf b/Troppau byla dána do provozu 29. června 1892, tedy současně se zprovozněním tratě z Opavy do Horního Benešova. Od roku 1918 se používalo české pojmenování Otice, od roku 1920 rozšířené na Otice u Opavy. V roce 1938 se vrátilo německé označení Ottendorf, od roku 1943 upravené na Ottendorf b/Troppau. Od roku 1945 se používá jednoduchý český název Otice. V minulosti se jednalo i o nákladiště, ale odbočné kolejiště již bylo sneseno a jde jen o zastávku.

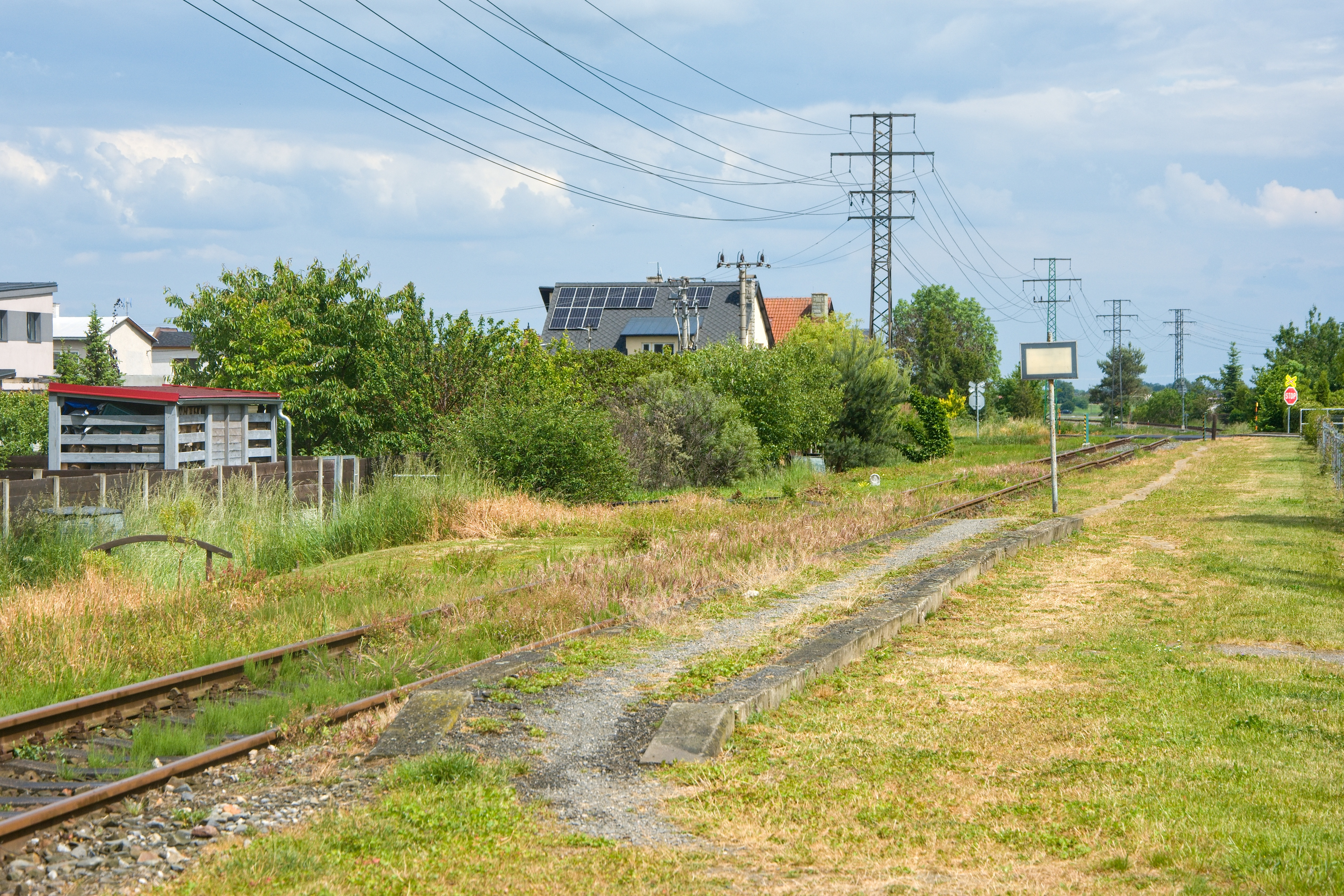
Nástupiště

## Popis zastávky
V zastávce Otice je u traťové koleje zřízeno vnější jednostranné nástupiště o délce 29 m s nástupní hranou ve výšce 300 mm nad temenem kolejnice. Původní nádražní budova byla adaptována pro jiné účely, cestujícím je k dispozici přístřešek.
Zastávka leží mezi dvěma železničními přejezdy: směrem k odbočce Moravice se v km 4,510 nachází přejezd P7820 (ulice K domkům) zabezpečený výstražnými kříži, směrem k Mladecku je za zastávkou v km 4,737 přejezd P7821 (silnice II/443, ulice Hlavní) zabezpečený světelným přejezdovým zabezpečovacím zařízením se závorami.